# ميكولا فروختا
ميكولا فروختا (بالأوكرانية: Микола Іванович Ворохта) فنان أوكراني من مواليد (18 يوليو 1947 راخيف، زاكارباتيا أوبلاست) يعيش ويعمل في أوديسا، في عام 2014 ، حصل على لقب الفنان المتميز في أوكرانيا.

## سيرة شخصية
ولد ميكولا فروختا في 18 يوليو 1947 في راخيف ، منطقة زكربات.
في عام 1971 تخرج من جامعة جنوب أوكرانيا التربوية الوطنية.
في 1974-1997 ، عمل كمدرس في قسم الرسم والتصوير في معهد أوديسا للهندسة والبناء - أكاديمية أوديسا الحكومية للهندسة المعمارية والبناء.
عضو اتحاد فناني أوكرانيا منذ عام 1995.
أعماله الفنية محفوظة في مجموعات في وزارة الثقافة الأوكرانية، والمتحف السلوفاكي للثقافة الأوكرانية والروسية، والمتحف التاريخي "بالانوك" ، ومتحف أوديسا للفنون الغربية والشرقية، ومتحف إليتشيفسك للفنون. كما أنها موجودة في مجموعات خاصة في أوكرانيا وروسيا والمملكة المتحدة والولايات المتحدة وفرنسا واليابان وسويسرا والنرويج وإيطاليا والبرتغال وألمانيا والصين ودول أخرى، مؤسس ورئيس مجموعة الفنانين Zgurt